# Frank Small Jr.
Frank Small Jr. (ur. 15 lipca 1896, zm. 24 października 1973 w Waszyngtonie) – amerykański polityk związany z Partią Republikańską. W latach 1953–1955 przez jedną kadencję Kongresu Stanów Zjednoczonych był przedstawicielem piątego okręgu wyborczego w stanie Maryland w Izbie Reprezentantów Stanów Zjednoczonych.